# Bharatistationen
Bharatistationen (Engelska: Bharati Station. Sanskrit: भारती) är en indisk forskningsstation vid Larsemann Hills i Antarktis. Den togs i bruk i mars 2012, men verksamheten är ännu på försöksstadiet, och stationen är ännu inte formellt invigd. Bharatistationen är Indiens tredje forskningsstation i Antarktis. Den första, Dakshin Gangotri, används nu endast som försörjningsbas. Den andra, Maitri, ligger i Schirmacheroasen. 
Forskningen på Bharatistationen kommer främst att fokusera på geologi och oceanografi. 